# The Bahrain Mall
The Bahrain Mall (arabisch مجمع البحرين التجاري, DMG Muǧammaʿ al-Baḥrain at-tiǧārī) ist ein mehrstöckiges Einkaufszentrum in Sanābis, Manama, Bahrain. Der Komplex erstreckt sich über 70.000 Quadratmeter und zieht etwa 480.000 Besucher pro Monat an. Es wird von der Majid Al Futtaim Group verwaltet. Das Einkaufszentrum verfügt über 1.600 Parkplätze.